# Oedipina tomasi
Oedipina tomasi é uma espécie de salamandra da família Plethodontidae. Aparentemente relacionada à Oedipina gephyra, é encontrada somente no Parque Nacional El Cusuco, Departamento de Cortés, Honduras. No que difere da O. gephyra, pode-se observar seu maior tamanho, uma coloração totalmente negra com uma listra de pintas brancas no seu ventre, e menos correias interdigitais nos membros traseiros.
Ainda depende de mais estudos, mas a espécie parece ser restrita à Honduras, especificamente a esta área. Foi classificada como estando em perigo crítico de extinção devido à área ocupada ser menor que 10 km², os espécimes conhecidos - dois - estarem no mesmo local e pela perda de qualidade de seu habitat.